# سالت لیک تریبیون
سالت لیک تریبیون (انگلیسی: The Salt Lake Tribune) روزنامه‌ای است که در Salt Lake City منتشر می‌شود، با بزرگترین تیراژ هفتگی.